# غواصة يو بي-42
يو بي-42 غواصة ألمانية من فئة يو بي2 خدمت في البحرية الإمبراطورية الألمانية خلال الحرب العالمية الأولى. خدمت في البحر الأبيض المتوسط والبحر الأسود خلال الحرب. فككت عن مالطا عام 1920.